# Twinkie
Il Twinkie è una merendina statunitense prodotta e distribuita dalla Hostess Brands. È un tronchetto di pan di Spagna spugnoso ripieno di una soffice crema.

## Storia
Il dolce è stato creato nel 1930 da James Alexander Dewar, un fornaio della Continental Baking Company. Lavorando per questa compagnia Dewar si accorse che molti dei macchinari usati per preparare le shortcake alla fragola ripiene di crema venivano utilizzati solo nel periodo di maturazione dei suddetti frutti, lasciandoli inattivi per molti mesi. Per evitare l'inattività di questi macchinari decise quindi di creare un dolcetto riempito con crema di banana, che soprannominò Twinkie, nome scelto dopo aver visto un cartellone pubblicitario della "Twinkle Toe Shoes".
Nel periodo della seconda guerra mondiale la compagnia fu costretta a cambiare il ripieno del dolce con una crema alla vaniglia, in quanto in quel periodo le banane venivano razionate. Nonostante il cambiamento il prodotto diventò ancora più popolare, portando la compagnia a continuare a produrre lo snack con quel ripieno, proponendo soltanto in promozioni a tempo limitato il ripieno originale. Col passare del tempo vennero creati anche Twinkie con ripieni di altri gusti, come ad esempio ripieno alla fragola e altri frutti, ma queste varianti vennero presto accantonate o prodotte solo per un periodo limitato.

### Fallimento della Hostess Brands
L'11 gennaio 2012 la Hostess Brands, produttore del dolce, presentò una richiesta di protezione al Chapter 11 per bancarotta, dovuta ad un debito di circa 860 milioni di dollari e alle spese crescenti legate al mantenimento della sua forza lavoro. Il successivo 16 novembre la compagnia annunciò ufficialmente la chiusura, con la conseguente vendita di tutti i propri beni tra cui i marchi e tutte le strutture di produzione e cinque giorni dopo il giudice fallimentare Robert Drain approvò la richiesta di chiusura da parte della Hostess, portando così alla temporanea conclusione della produzione dei Twinkie negli Stati Uniti.

### Ritorno dei Twinkie sul mercato
Nel marzo del 2013 venne annunciato che i Twinkie ed altri famosi prodotti della Hostess Brands sarebbero tornati sugli scaffali dei negozi statunitensi nei mesi successivi, grazie all'acquisto del marchio in fase di bancarotta da parte di Apollo Management e Metropoulos & Co. per 410 milioni di dollari statunitensi. I Twinkie tornarono quindi ad essere venduti ufficialmente il 15 luglio 2013.

## Produzione in altri Stati
I Twinkie sono prodotti e distribuiti oltre che negli Stati Uniti d'America anche in altri Stati del Mondo. In Canada il marchio era affidato alla Saputo Inc. con la sua etichetta Vachon Inc., passata nel 2015 nelle mani della messicana Grupo Bimbo che controlla anche le etichette messicane Marinela e Wonder, le quali si occupano della diffusione del dolce in Messico: Marinela li distribuisce con il nome "Submarinos" mentre Wonder col come "Tuinky". In Egitto sono prodotti da Edita, mentre nel Regno Unito e in Irlanda sono distribuiti sotto il marchio Hostess in varie catene di supermercati. I Twinkie sono prodotti e distribuiti anche in Cina, dove però Hostess Brands non possiede il marchio.